# Хрущаки
Хрущаки́ или Мучные хрущаки — жуки родов (Tenebrio и Tribolium) семейства чернотелок.

## Виды хрущаков
Большой мучной хрущак (Tenebrio molitor), длиной 12—16 мм, чёрный или бурый, издаёт резкий неприятный запах. Личинка (мучной червь) светло-жёлтая. Распространён по всей Европе, живёт в домах и складах в муке, хлебопродуктах, отрубях, изредка встречается также в почве и гниющей древесине.
Малый мучной хрущак (Tribolium confusum) похож на большого, но мельче (длина 3—4 мм), красно-рыжий. Распространён широко, повреждает муку, хлебопродукты, крупы, горох, табак. В тёплых помещениях даёт несколько поколений в год.
Также распространены булавоусый мучной хрущак (Tribolium castaneum), рогатый хрущак (Gnathocerus cornutus), Малый чёрный хрущак (Tribolium destructor). При массовом размножении хрущаки портят заселённую ими муку, которая становится комковатой, приобретает неприятный запах и вкус, делается непригодной в пищу.

## Борьба с хрущаками
Основные предупредительные меры: подготовка, очистка и обеззараживание хранилищ, перерабатывающих предприятий, территорий, машин, механизмов и складского инвентаря; соблюдение санитарно-гигиенических правил хранения продуктов; охлаждение их в холодное время до 10  °C и ниже.
Химические меры борьбы: влажная, аэрозольная и газовая дезинсекции помещений; газовая дезинсекция зернопродуктов.
Для влажной дезинсекции пустых помещений применяют КЗМВ, полихлорпинен, тиофос, хлорофос, трихлорметафос-3, ДДВФ и другие; для аэрозольных генераторов — технический гексахлоран в зелёном, дизельном или соляровом масле, инсектицидные шашки; для газовой — хлорпикрин, дихлорэтан и бромистый метил (цианплав и дискоидные циклоны синильной кислоты используют для обработки мельничных, крупяных и комбикормовых предприятий). Продовольственное, фуражное зерно и семенной горох газируют хлорпикрином и бромистым метилом.

## Потребление хрущаками пластика
Большой и малый мучные хрущаки способны прогрызать пластиковые пакеты. Веймин Ву, биолог из Стэнфордского университета, обнаружил, что хрущаки едят полистирол, который очень сложно переработать. Ву выяснил, что 90 % продуктов переваривания полистирола покидает организм хрущаков через сутки после его поедания. Остальной полистирол усваивается хрущаками, причем никаких признаков отравления им выявлено не было. Через двое суток после поедания пластика в организмах хрущаков остается всего 0,27 % токсина гексабромциклодекана, который добавляется в пластик для термостойкости.